# Monument aux morts d'Arcachon
Le Monument aux morts d'Arcachon, réalisé par le sculpteur Alexandre Maspoli en 1924, est situé à Arcachon dans le département de la Gironde. 
Le monument aux morts pacifiste d'Arcachon est constitué d'une Victoire soutenue par des soldats sans visages. Des inscriptions d'inspirations pacifistes ceinturent le monument. Les pleureuses symbolisent la douleur après la perte d'un père, d'un mari ou d'un enfant lors de la Première Guerre mondiale qui se déroula de 1914 à 1918. Cette guerre a mis en jeu plus de soldats, provoqué plus de décès et causé plus de destruction matérielle que toute guerre antérieure. Plus de 60 millions de soldats y ont pris part,. Pendant cette guerre, environ 9 millions de personnes sont décédées et environ 8 millions sont devenues invalides,. 

## Description

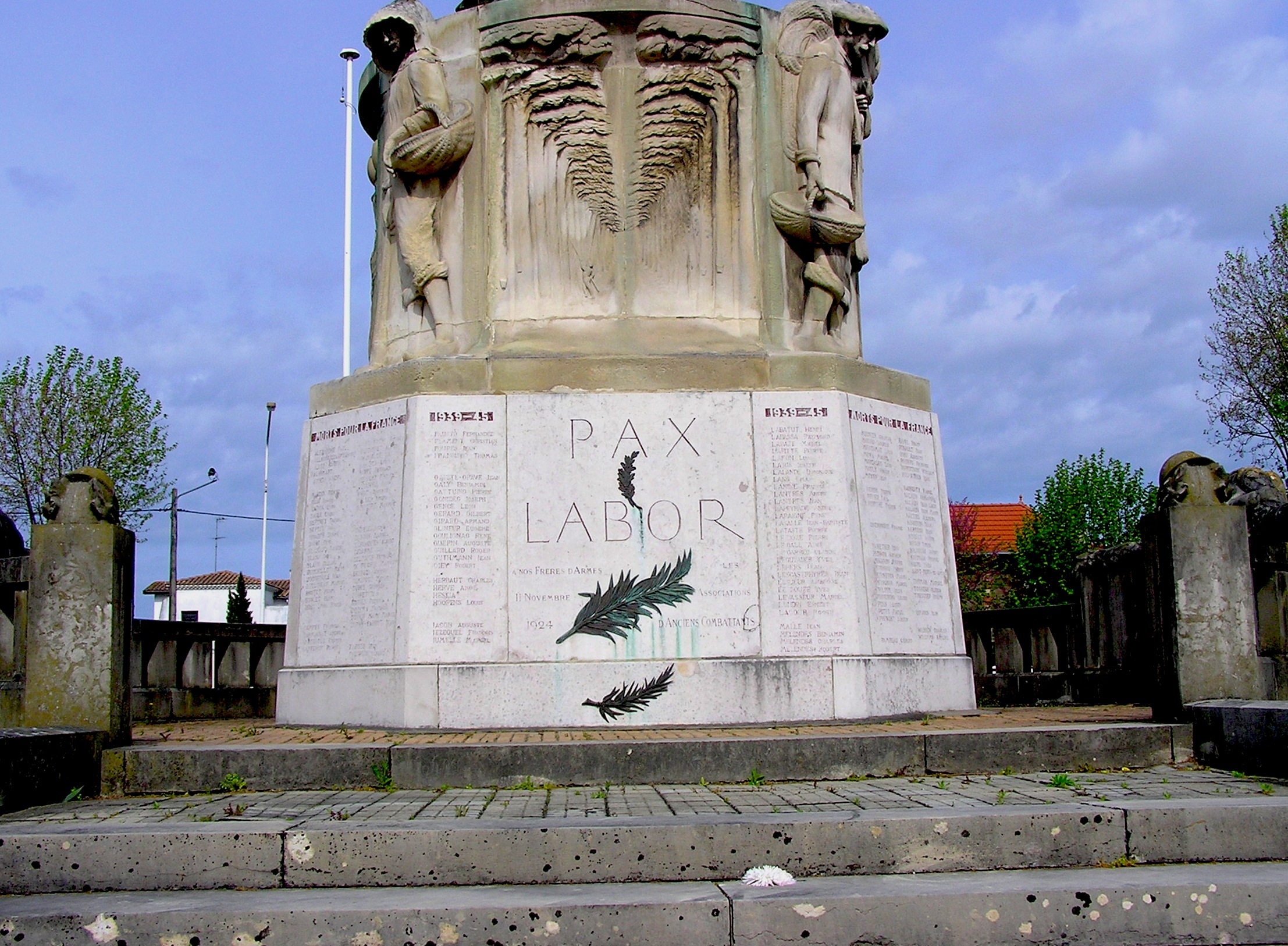
PAX - LABOR, inscrits sur le monument.

Le monument est situé Place de Verdun ancien rond-point Deganne.
D'inspiration pacifiste, le monument d'Arcachon est dominé par une Victoire soutenue par des soldats morts dans leurs linceuls. Le monument présente des sculptures de pleureuses, d'un vieillard résinier, d'une ostréicultrice du bassin d'Arcachon et des inscriptions pacifistes dont « PAX - LABOR » et « POUR LE DROIT - POUR LA PAIX ». Les hommes d'âge mur sont absents du monument, à part des soldats sans visages, emmurés dans leur linceul et soutenant la statue de la Victoire .

## Historique
En novembre 1919, l'architecte Roger-Henri Expert conçoit un projet de monument aux morts pour sa ville natale d'Arcachon. Il choisit un sujet symbolique : un glaive  reposant sur deux colonnes de pierre blanche. Sur le plat de la lame s'inscrivent la liste des enfants d'Arcachon morts pour la patrie. Ce projet ne voit pas le jour,
Le statutaire lyonnais Alexandre Maspoli gagna le concours en vue de réaliser le monument en 1922. Il est également un célèbre athlète champion du monde d'haltérophilie.
Le monument a été inauguré le 11 novembre 1924 en présence du maire d'Arcachon, Ramon Bon, du député Pierre Dignac, et de l'ancien maire d'Arcachon de 1897 à 1922, James Veyrier Montagnères.